# Karl-Heinz Spilker
Karl-Heinz Spilker (* 3. Mai 1921 in Bad Oeynhausen; † 23. Oktober 2011 in Bonn) war ein deutscher Politiker (CSU) und SS-Obersturmführer der Leibstandarte SS Adolf Hitler. Von 1969 bis 1994 war er Mitglied des Bundestages als direkt gewählter Abgeordneter des Wahlkreises Altötting. Neben seiner langjährigen Tätigkeit als Schatzmeister der CSU war er bis 2000 auch Mitglied im Präsidium des Deutschen Atomforums.

## Leben
Karl-Heinz Spilker wurde als Sohn eines Werkmeisters geboren.

## 1933 bis 1945
Spilker legte sein Zeugnis der Reife auf der NAPOLA in Bensberg ab. Am 12. Februar 1939 beantragte er die Aufnahme in die NSDAP und wurde zum 1. September desselben Jahres aufgenommen (Mitgliedsnummer 7.131.701), allerdings spätestens Oktober 1940 wieder gestrichen. Nach erfolgtem Arbeitsdienst wurde er zum Kriegsdienst einberufen, in welchem er als Oberleutnant der Panzertruppen fünfmal verwundet worden ist. Aus dem Zweiten Weltkrieg kehrte er als zu 70 % Kriegsversehrter wieder zurück.
Im offiziellen Bundestagshandbuch hieß es zu Spilkers Vita während der NS-Zeit: „1939 Abitur. Reichsarbeitsdienst, anschließend bis 1945 Kriegsdienst (Schwerversehrter).“ 1994 berichtete das Nachrichtenmagazin Focus, dass Spilker seine SS-Vergangenheit sowie seine Tätigkeit in der Reichskulturkammer verschwiegen habe.
Spilker trat zum 30. September 1939 in die SS ein. Die Offiziersausbildung durchlief er an der SS-Junkerschule in Braunschweig, danach wurde er an die Ostfront abkommandiert. Dort wurde er am 20. April 1943 zum SS-Obersturmführer ernannt. Kurz darauf erfolgte die Abkommandierung Spilkers, der bei Stalingrad schwer verwundet worden war, in die „Dienststelle Hinkel“ des Goebbels-Ministeriums. Diese Dienststelle war die von Ministerialdirektor Hans Hinkel geleitete Abteilung II A der Reichskulturkammer, zuständig für die „Entjudung des deutschen Kulturlebens“. Spilker bestritt später, diese Abteilung überhaupt gekannt zu haben. Nach seinen Angaben habe er sich mit „Aufgaben des Film- und Rundfunkwesens mit Schwerpunkt Musik“ zur „Truppenbetreuung vornehmlich auch der verwundeten Soldaten“ befasst.
Hinkel hatte Himmler persönlich „um Bereitstellung von Männern der Schutzstaffel, die für den soldatischen Dienst möglicherweise entbehrt werden können“, gebeten. Zu diesen gehörte offenbar auch der frontuntaugliche Panzeroffizier Spilker, den die SS-Division „Wiking“ an die „Dienststelle Hinkel“ abstellte. Am 15. Oktober 1943 trat er seinen Dienst dort an. Hinkel war als SS-Gruppenführer (Generalsrang) ranghöchster SS-Offizier der Propagandabehörde. Sein Büro war gleichzeitig dem „Persönlichen Stab des Reichsführers SS“ angegliedert. Ihre Aufgabe, die ab August 1941 die Reichskulturkammer mitverantwortete, war die „Überwachung der kulturellen Betätigung der Nichtarier im Reichsgebiet“.
Spilker wurde am 5. Dezember 1944 zur „SS-Leibstandarte SS Adolf Hitler“ versetzt.

## Nach 1945
Spilker studierte ab 1946 in München und Mainz Jura, Volks- und Betriebswirtschaft. 1953 legte er das zweite juristische Staatsexamen ab. Franz Josef Strauß holte Spilker damals als seinen persönlichen Referenten im Bundestag nach Bonn. 1958 schied Spilker aus dem öffentlichen Dienst aus und wurde Prokurist sowie später Direktor der Hoechst AG. Von 1964 bis 1974 war er Vorstand bei der Hoechst-Tochter Kalle AG. Gleichzeitig errang er für die CSU 1969 ein Bundestagsmandat. Innerhalb der Partei versah er von 1971 bis 1991 das Amt des CSU-Schatzmeisters. Seit 1979 betrieb er daneben eine Rechtsanwaltskanzlei in München.
Spilker war von 1985 bis 1991 stellvertretender Vorsitzender der CDU/CSU-Bundestagsfraktion. Am 9. November 1989 verkündete er im Rahmen einer Bundestagssitzung, als er gerade zu einem völlig anderen Thema sprechen sollte, den Abgeordneten die Öffnung der Berliner Mauer durch die DDR-Regierung, nachdem er davon durch einen ihm gereichten Zettel erfahren hatte.

## Der Wischniewski-Prozess
Michael Wischniewski, langjähriger Geschäftsführer der DDR-Firma „F. C. Gerlach“, die zum KoKo-Imperium Alexander Schalck-Golodkowskis gehört haben soll, hatte 1989/90 mehrere Millionen Dollar auf Konten in Israel überwiesen. Wischniewski, polnischstämmiger Jude, der im Holocaust seine Familie verloren hatte und selbst neun Jahre in deutschen Arbeitslagern sowie in den Konzentrationslagern Buchenwald, Auschwitz und Dachau verbrachte, wurde von der Bundesrepublik Deutschland auf die Herausgabe dieses Geldes verklagt, das auf Konten der Leumi-Bank in Israel lag.
Bundesfinanzminister Theo Waigel (CSU) beauftragte 1994 die Münchner Anwaltskanzlei seines Parteifreundes Karl-Heinz Spilker, auf die Herausgabe der im Ausland gelagerten Gelder zu klagen. Die Klage wurde vor Prozessbeginn zurückgezogen.

## Auszeichnungen
- Bayerischer Verdienstorden
- Großes Bundesverdienstkreuz mit Stern